# Erasmusmunt
De Erasmusmunt is de eerste nationale Nederlandse 2 euro herdenkingsmunt uitgebracht op 24 januari 2011. De eerste slag werd verricht door de bestuursvoorzitter van de Erasmus Universiteit Rotterdam Pauline van der Meer Mohr.
De munt is, zoals alle Nederlandse munten sinds 1830, in opdracht van het Ministerie van Financiën bij de Koninklijke Nederlandse Munt te Utrecht geslagen. Het ontwerp is van de hand van Dylan Shields, Thomas Bennen en Raza grafisch ontwerp.

## Thema
Op de munt is het portret van Desiderius Erasmus te zien, dit is een interpretatie van het portret geschilderd door Hans Holbein de Jongere. Op de munt werkt Erasmus aan zijn Lof der Zotheid.  Hij heeft zojuist de tekst Laus Stultitiae geschreven. Boven zijn rechterhand zijn het muntmeesterteken en het muntteken met daaronder het jaartal 2011 geplaatst. Naast hem is een portret van Koningin Beatrix. Het is namelijk wettelijk bepaald dat het Nederlands staatshoofd op de Nederlandse munt afgebeeld moet worden.

## Specificaties
De specificaties van de circulatiemunt gelden ook voor de Eerste Dag Uitgifte, en de munten in proof kwaliteit. 
|           | Circulatiemunt                                        | Kwaliteit BU en Proof                                 |
| --------- | ----------------------------------------------------- | ----------------------------------------------------- |
| Metaal:   | Gelijk aan de normale 2 euromunt                      | Gelijk aan de normale 2 euromunt                      |
| Gewicht:  | 8,5 gram                                              | 8,5 gram                                              |
| Diameter: | 25,75 mm                                              | 25,75 mm                                              |
| Oplage:   | 4.000.000                                             | Onbekend                                              |
| Rand:     | Fijne kartel met randschrift: * GOD * ZIJ * MET * ONS | Fijne kartel met randschrift: * GOD * ZIJ * MET * ONS |

## Trivia
- Daar waar de Nederlandse 5 euromunten bij het postkantoor te verkrijgen zijn, was de Erasmusmunt uitsluitend als verzamelaarsmunt in de kwaliteiten BU en proof te verkrijgen, of als circulatiemunt in de portemonnee te vinden.[6]

Gulden herdenkingsmunten:

Dubbelkop 1980 · Unie van Utrecht · Voetbalvijfje

Nederlandse euro-herdenkingsmunten:

herdenkingsmunten van € 2: Erasmusmunt · Dubbelkop Beatrix-Willem-Alexander · 200 jaar koninkrijk

meerwaardeherdenkingsmunten:

Zilveren vijfjes: Vincent van Gogh Vijfje · Europamunt · Koninkrijksmunt · Vredes Vijfje · Belasting Vijfje · Australië Vijfje · Rembrandt Vijfje · Michiel de Ruyter Vijfje · Architectuur Vijfje · Manhattan Vijfje · Japan Vijfje · Max Havelaar Vijfje · Waterland Vijfje · Schilderkunst Vijfje · Muntgebouw Vijfje · WNF Vijfje · Tulpen Vijfje · Beeldhouwkunst Vijfje · Grachtengordel Vijfje · Vrede van Utrecht Vijfje · Rietveld Vijfje · Vredespaleis Vijfje · De Nederlandsche Bank Vijfje · Van Nelle Vijfje · Waterloo Vijfje · Wadden Vijfje · Jheronimus Bosch Vijfje · Stelling van Amsterdam Vijfje · Johan Cruijff Vijfje · Fanny Blankers-Koen Vijfje · Schokland Vijfje · Wageningen Universiteit Vijfje · Luchtvaart Vijfje · Beemster Vijfje · Market Garden Vijfje · Jaap Eden Vijfje

Zilveren tientjes: Huwelijksmunt · Geboortemunt · Jubileummunt · Koningstientje · Verjaardagstientje
Caribisch Nederland: BES-dollar (2011, 2013)